# USAC National Championship 1971
USAC National Championship 1971 var ett race som kördes över 12 omgångar. Joe Leonard blev mästare för första gången, medan Al Unser tog hem årets Indianapolis 500.

## Delsegrare
| Datum       | Bana             | Vinnare      |
| ----------- | ---------------- | ------------ |
| 28 februari | Rafaela          | Al Unser     |
| 28 februari | Rafaela          | Al Unser     |
| 27 mars     | Phoenix          | Al Unser     |
| 25 april    | Trenton          | Mike Mosley  |
| 29 maj      | Indianapolis 500 | Al Unser     |
| 6 juni      | Milwaukee        | Al Unser     |
| 3 juli      | Pocono           | Mark Donohue |
| 18 juli     | Michigan         | Mark Donohue |
| 15 augusti  | Milwaukee        | Bobby Unser  |
| 5 september | Ontario          | Joe Leonard  |
| 3 oktober   | Trenton          | Bobby Unser  |
| 23 oktober  | Phoenix          | A.J. Foyt    |

## Slutställning
| Plats | Förare             | Poäng |
| ----- | ------------------ | ----- |
| 1     | Joe Leonard        | 3015  |
| 2     | A.J. Foyt          | 2320  |
| 3     | Billy Vukovich Jr. | 2250  |
| 4     | Al Unser           | 2200  |
| 5     | Lloyd Ruby         | 1830  |
| 6     | Bobby Unser        | 1805  |
| 7     | Gary Bettenhausen  | 1800  |
| 8     | Mark Donohue       | 1760  |
| 9     | Mario Andretti     | 1370  |
| 10    | Wally Dallenbach   | 1220  |
| 11    | Art Pollard        | 1170  |
| 12    | Peter Revson       | 1100  |